# Jake Abel
Jacob Allen Abel (Canton, Ohio, Estados Unidos, 18 de noviembre de 1987), más conocido como Jake Abel, es un modelo y actor estadounidense. Es famoso por interpretar a Luke Castellan en las adaptaciones cinematográficas de las novelas Percy Jackson y el ladrón del rayo y Percy Jackson y el mar de los monstruos, de Rick Riordan, y a Ian O'Shea en la adaptación cinematográfica de la novela La huésped, escrita por Stephenie Meyer.

## Trayectoria
Abel nació en Canton, Ohio. Su primer papel fue en la película original de Disney Channel Go Figure como Spencer. Más tarde desempeñó un papel recurrente en Threshold, y apareció varias veces en series como Cold Case y ER. Ganó el premio Rising Star en el 16.º Festival Internacional de Cine de Hamptons, por su trabajo en la película Flash of Genius. En 2009, Abel apareció en la película The Lovely Bones, dirigida por Peter Jackson, además de en la serie en línea Angel of Death, interpretando a Cameron Downes. En febrero de 2009, Jake fue elegido para interpretar a Adam Milligan en la exitosa serie Supernatural. Posteriormente interpretó a Luke Castellan en la película Percy Jackson y el ladrón del rayo, estrenada el 12 de febrero de 2010. Apareció en I Am Number Four como Mark James. En 2012 fue elegido para interpretar a Ian O'Shea en la adaptación cinematográfica de la novela romántica de ciencia ficción de Stephenie Meyer, La huésped (en inglés: The Host) estrenada en marzo de 2013. En ese mismo año (2012) comenzó el rodaje de Percy Jackson y el mar de los monstruos en la que volverá a interpretar a Luke Castellan. En abril de 2013 empezó en México el rodaje de la película Ghosts Of The Pacific en donde compartirá reparto con Tom Felton y Garret Dillahunt.
Mantiene una buena relación con su compañera de reparto en Percy Jackson y el ladrón del rayo, Alexandra Daddario. También es mejor amigo del actor Kyle Gallner.[cita requerida]
Abel se casó con su novia de la adolescencia, Allie Wood, el 9 de noviembre de 2013. Lanzaron un álbum juntos, Black Magic, en marzo de 2013.

### Vida personal
Abel nació en Canton, Ohio, hijo de Kim y Mike Abel. Tiene un hermano, Shaun.
Abel se casó con Allie Wood, una escritora, el 9 de noviembre de 2013. Lanzaron un álbum juntos, Black Magic, en marzo de 2013.
El 15 de junio de 2019, la pareja anunció en Instagram que estaban esperando su primer hijo. Sufrieron un mortinato en noviembre de 2019.
En febrero de 2021, Wood dio a luz a su primer hijo. En octubre de 2023, Wood dio a luz a otro hijo.

## Filmografía

### Cine
| Año  | Título                                  | Papel          | Notas |
| ---- | --------------------------------------- | -------------- | ----- |
| 2008 | Strange Wilderness                      | Conservador    |       |
| 2008 | Tru Loved                               | Trevor         |       |
| 2008 | Flash of Genius                         | Dennis Kearns  |       |
| 2009 | The Lovely Bones                        | Brian Nelson   |       |
| 2010 | Percy Jackson y el ladrón del rayo      | Luke Castellan |       |
| 2011 | I Am Number Four                        | Mark James     |       |
| 2011 | Inside                                  | Kirk Francis   |       |
| 2013 | La huésped                              | Ian O'Shea     |       |
| 2013 | Percy Jackson y el mar de los monstruos | Luke Castellan |       |
| 2014 | Good Kill                               | Zimmer         |       |
| 2014 | Love & Mercy                            | Mike Love      |       |
| 2014 | Against the Sun                         | Gene Aldrich   |       |
| 2016 | Almost Friends                          | Jack           |       |
| 2021 | Maligno                                 | Derek Mitchell |       |

### Cortometrajes
| Año  | Título    | Papel | Notas |
| ---- | --------- | ----- | ----- |
| 2008 | Kickstand | Jake  |       |
| 2009 | Good Girl | Alex  |       |
| 2009 | 18        | Toby  |       |

### Televisión
| Año       | Título                          | Papel                 | Notas                                                  |
| --------- | ------------------------------- | --------------------- | ------------------------------------------------------ |
| 2005      | Go Figure                       | Spencer               | Película                                               |
| 2005-2006 | Threshold                       | Brian Janklow         | 3 episodios                                            |
| 2006      | The Suite Life of Zack and Cody | Kirk                  | Episodio "Twins at the Tipton"                         |
| 2006      | Cold Case                       | Doug Sommer           | Episodio: "Saving Sammy"                               |
| 2007      | CSI: Miami                      | Charlie Sheridan      | Episodio: "Stand Your Ground"                          |
| 2008      | Life                            | Tate                  | Episodio: "Not for Nothing"                            |
| 2009      | CSI: Nueva York                 | Kyle Sheridan         | Episodio: "Rush to Judgement"                          |
| 2009      | ER                              | Dylan                 | Episodio: "A Long, Strange Trip"                       |
| 2009      | Angel of Death                  | Cameron Downes        | Serie En línea                                         |
| 2009—2020 | Supernatural                    | Adam Milligan/Michael | personaje recurrente, serie de TV The CW (5 episodios) |
| 2011      | Grey's Anatomy                  | Tyler Moser           | Episodio: Poker Face                                   |
| 2019      | Another Life                    | Sasha Harrison        | Elenco principal, serie de TV (10 episodios)           |
| 2022—2023 | Walker                          | Kevin Golden          | personaje recurrente, serie de TV The CW (8 episodios) |